# Garmendi
El Garmendi (1006 m) es una pequeña cumbre del macizo de Txaruta, muy próxima al monte del mismo nombre. Su cumbre, al igual que la del Txaruta, es hermosa y sin dificultad alguna de ascensión.
- Datos: Q5875471